# マエバ・クック
マエバ・クック（Maëva Coucke、1994年6月28日 - ）は、フランスのモデル。Miss World 2018およびMiss Universe 2019に出場したことで知られる。

## 経歴
1994年6月28日、ブルターニュ地域圏イル＝エ＝ヴィレーヌ県フージェールに生まれる。オー＝ド＝フランス地域圏パ＝ド＝カレー県フェルクに育つ。
父は国家憲兵隊員。母はオー＝ド＝フランス地域圏ノール県アヴェーヌ＝シュル＝エルプにルーツを持つ育児アシスタント
。姉のVictoria、双子の姉妹Alizéeがいる。
13歳のとき両親は離婚、母に育てられる。
2011年、双子のAlizéeとともにElite Model Lookに参加。
2013年、経営管理の技術バカロレア取得。2015年、国際経営学の上級技術者免状（BTS。我が国の短大・高専レベル）取得
。
2017年、企業内弁護士（in-house counsel）になる希望をもって法学教育を受けていた …が、Miss France 2018に選ばれたのち演技のキャリアを追求することに決めた。

### ミス・フランス
2013年、Miss Boulogne 2013を受賞。ミスコンのキャリアの始まりである。
2016年10月、Miss Pévèle 2016に選ばれ、Miss Nord-Pas-de-Calais 2017に参加する権利を得る。
2017年9月23日、Miss Nord-Pas-de-Calais 2017優勝。ノール＝パ・ド・カレー地域圏を代表してMiss France 2018に参加する権利を得る。2017年12月16日、Miss France 2018優勝。

### ミス・ワールド
2018年12月8日、フランスを代表してミス・ワールド2018に参加。Top12に残るほか、特別賞のTop Modelを受賞。

### ミス・ユニバース
2019年6月25日、Miss France 2019のVaimalama Chavesは、Miss World 2019にもMiss Universe 2019にも参加しないと表明
。Miss Universe 2019はマエバにお鉢が回ってきた。
水着審査の途中、カメラマンたちの真ん前で転倒したが、それによって彼女がTop10に残れなくなるということはなかった。床の摩擦係数が小さいのが原因で、事実、彼女以外の4人の参加者が同じ場所で転倒している。総合Top10に残り、大会を終えた。

## その他
ナチュラルなブロンドの髪を、2016年以降赤く染めている。

### 乳がん啓発
2012年、母が乳がんと診断されたことをきっかけに乳がんの啓発活動に手を染める。Miss France 2018の任期の間、乳がんの予防とスクリーニングを推進した。2018年10月1日にはエッフェル塔がピンクにライトアップされた。